# Како-Мару
Како-Мару — транспортне судно, яке під час Другої світової війни брало участь у операціях японських збройних сил на Тихому океані.
Судно спорудили в 1895 році на британській верфі Napier у Клайді. Первісно воно носила назву «Donai», в 1930-му стало «Fukuju Maru», а з 1933-го належало китайському власнику як «Hwei Ping».
В якийсь момент японці узяли судно під свій контроль та використовували його як «Како-Мару».
14 квітня 1945-го «Како-Мару» прямувало через східну частину Яванського моря в конвої з Сурабаї (головна база на сході острова Ява) до Макассару (південно-західний півострів острова Сулавесі). За дві з половиною сотні кілометрів до останнього американський підводний човен USS Gabilan атакував конвой та потопив «Како-Мару» (а також переобладнаний сітьовий загороджувач «Шонан-Мару № 1»).